# رباعي أضلاع لامبرت

رباعي أضلاع لامبرت

في الهندسة،  رباعي أضلاع لامبرت  الذي يعرف أيضًا بـ  رباعي أضلاع ابن الهيثم-لامبرت ، الذي يحمل اسم العالمين ابن الهيثم ويوهان لامبرت، هو رباعي أضلاع يعد من الاستكشاف المبكرة المشهورة في الهندسة اللا إقليدية، والذي يتكون من قاعدة يتعامد عليه ضلعين، ويشكل الضلع الواصل بينهما زاوية قائمة مع أحدهما وزاوية حادة مع الآخر.